# Wellenfront
Die Wellenfront ist bei Wellenausbreitung in einem Medium eine Fläche, auf der alle Punkte die gleiche Laufzeit zu einem Sender, z. B. einer Schallquelle, besitzen.

Wellenfronten (in schwarz) einer sich geradlinig (in rot) ausbreitenden Transversalwelle

Kreisförmige Wellenfronten (in schwarz) einer sich radial (in rot) ausbreitenden Transversalwelle

Für periodische Wellen besitzen alle Punkte der Wellenfront die gleiche Phase.
Die Wellenfront bewegt sich mit der Frontgeschwindigkeit der Wellen in Richtung der Flächennormalen voran.
Die Form der Wellenfront hängt einerseits von der Art des Senders ab, d. h. von seiner Form, Abmessung und Richtcharakteristik. Andererseits hängt die Wellenfront von der Art des Übertragungsmediums (z. B. Luft) und den herrschenden Bedingungen ab (z. B. bei Schallausbreitung von Temperaturen, Luftbewegungen, Begrenzungsflächen usw.).
Im einfachsten Fall, beim Betrieb eines Kugelstrahlers nullter Ordnung in einem isotropen und homogenen Übertragungsmedium entsteht eine Kugelwelle mit kugelförmigen Wellenfronten.
Bei einer ebenen Welle sind die Wellenfronten Ebenen senkrecht zur Fortpflanzungsrichtung, bei periodischer Anregung im Abstand der Wellenlänge. Eine Kugelwelle wird in einem kleinen Raumwinkelbereich (bzw. in weiter Entfernung von der Quelle) einer ebenen Welle ähnlich.
Nach dem Huygensschen Prinzip kann jeder Punkt einer Wellenfront als Ausgangspunkt einer kugelförmigen Elementarwelle betrachtet werden. Die resultierende Wellenfront entsteht danach aus der Überlagerung dieser Elementarwellen. So kann die Brechung und Beugung von Wellenfronten berechnet werden (s. Wellenoptik).